# Lacul Crapina
Lacul Crapina a fost un lac – actual secat, situat în nord-vestul Dobrogei în lunca Dunării pe cursul inferior al Luncaviței, în nord-vestul depresiunii Luncavița. Între el și Lacul Jijila se găseau în trecut câteva gârle (Ciulinețu, Lățimea, Gârla Mare) prin care se făcea alimentarea cu apă, iar separarea de apele Dunării se făcea printr-un grind fluviatil longitudinal.

## Date geografice
În arealul fostului complex lacustru, se găsesc inselbergurile Popina Mare si Popina Mică, pe granite și porfire – în nord și, Movila Balta (sau Popina Ascunsă) în sud (termenul de popină provine de la numele dat unor ridicături de teren – gorgane, movile sau platouri formate în lunca unor ape curgătoare). La sfârșitul secolului XIX, aceste popine ieșeau din apă – Popina Mare sub forma unor insule cu o circumferință de 900 m, o întindere de 20 de hectare, și cu un vârf înalt de 26 m. Popina Mică și Popina Ascunsă aveau 6 m înălțime.
Existența acestora dovedește continuarea pedimentelor periferice Munților Măcinului și sub aluviunile Dunării, care au îngropat sub ele baza dealurilor Dobrogei de Nord. Popina Mare este un petic izolat de granit – expresie a unei intruziuni magmatice  asociată cu activitatea vulcanică hercinică și prehercinică.
Pe fostele maluri ale vechiului lac se află satele Grindu din comuna omnimă, Văcăreni din comuna cu același nume, Luncavița și Rachelu din comuna Luncavița.

## Legăturiexterne
- Google.com - Zona lacului Crapina
- Reconstrucția ecologică Lacul Crapina - comunaluncavita.ro, accesat pe 20 decembrie 2014
- Se refac bălțile din Lunca Dunării - galateni.net, accesat pe 20 decembrie 2014